# Военный лицей имени Джамшида Нахичеванского
Военный лицей им. Дж. Нахичеванского (азерб. Cəmşid Naxçıvanski adına hərbi litsey) — специализированный лицей с военным уклоном, расположенный в столице Азербайджана, в городе Баку. Лицей носит имя видного азербайджанского военного деятеля Джамшида Нахичеванского.

## История
В 1971 году по инициативе первого секретаря ЦК КП Азербайджанской ССР Гейдара Алиева на базе 8-летней школы-интерната № 2 в городе Баку была сформирована спецшкола имени Дж. Нахичеванского. В 1973 году школа получила статус общереспубликанской. В 1976, 1978 и 1981 годах были претворены в жизнь ряд распоряжений, касающихся усовершенствования спецшколы.
Согласно распоряжению президента Азербайджанской Республики Гейдара Алиева от 24 ноября 1997 года спецшкола была переименована в военный лицей имени Дж. Нахичеванского. В 1999 году состоялось открытие Нахичеванского филиала лицея.
Более 100 выпускников училища в разное время были награждены орденами и медалями Азербайджана, из них 8 — были удостоены почётного звания Национального героя Азербайджана.
К 2009 году лицей окончили 8909 человек, из которых 10 получили впоследствии звание генерала, 1 — адмирала. 6 августа 2015 года был официально утверждён устав лицея.

## Структура
Военный лицей имени Джамшида Нахичеванского является среднеобразовательным учебным заведением интернатного типа. Приём в лицей начинается 15 сентября. В лицей принимаются лица в возрасте от 15 до 17 лет, окончившие 9-й класс и сдавшие тесты по математике, физике, химии и азербайджанскому языку в Государственной комиссии по приёму студентов. Срок обучения 3 года. За это время курсантам, согласно образовательному плану, преподаётся 21 предмет. Наряду с общеобразовательными предметами с курсантами проводятся занятия по военной и спортивной подготовке. Число курсантов в одном классе не должно быть менее 20 и более 30.
Начальника лицея назначает президент Азербайджанской Республики.

## Командиры, преподаватели
- с 1971                            — Талыбов, полковник
- до июня 1987                — Кулиев Рауф, капитан 1-го ранга
- 1987                                — Агаев, полковник
- 1987—1991 и 1993—1999 — Баршатлы, Валех Эюб оглы, генерал-лейтенант
- 2009—2017 — Алмасов, Мирза Али, генерал-майор